# Kwestionariusz osobowości nerwicowej KON-2006
Kwestionariusz osobowości nerwicowej KON-2006 jest narzędziem psychometrycznym służącym do diagnozowania dysfunkcji osobowości mających wpływ na powstawanie zaburzeń nerwicowych. Stosowanie tego kwestionariusza może także ułatwiać opis zaburzeń nerwicowych oraz ich różnicowanie od reakcji na stres (zwłaszcza „ostrych”), a także ocenę zmian następujących w wyniku leczenia.
Kwestionariusz został opracowany przez Jerzego W. Aleksandrowicza, Katarzynę Klasę, Jerzego A. Sobańskiego i Dorotę Stolarską w Katedrze Psychoterapii Uniwersytetu Jagiellońskiego Collegium Medicum.

## Zawartość kwestionariusza
W skład kwestionariusza wchodzą 243 zmienne wymagające jednoznacznej odpowiedzi „Tak” lub „Nie”. Deklaracje te pozwalają na określenie wartości 24 skal opisujących obszary związane z powstawaniem zaburzeń nerwicowych oraz poziomu współczynnika X-KON, który określa globalne nasilenie osobowości nerwicowej.

## Skale
Nazwy skal KON-2006 mają charakter umowny (roboczy): 
- Skala 1. Poczucie uzależnienia od otoczenia
- Skala 2. Astenia
- Skala 3. Negatywna samoocena
- Skala 4. Impulsywność
- Skala 5. Trudności podejmowania decyzji
- Skala 6. Poczucie wyobcowania
- Skala 7. Demobilizacja
- Skala 8. Skłonność do ryzyka
- Skala 9. Trudności w relacjach emocjonalnych
- Skala 10. Brak witalności
- Skala 11. Przekonanie o niezaradności życiowej
- Skala 12. Poczucie braku wpływu
- Skala 13. Brak wewnątrzsterowności
- Skala 14. Wyobraźnia, fantazjowanie
- Skala 15. Poczucie winy
- Skala 16. Trudności w relacjach interpersonalnych
- Skala 17. Zawiść
- Skala 18. Postawa narcystyczna
- Skala 19. Poczucie zagrożenia
- Skala 20. Egzaltacja
- Skala 21. Irracjonalność
- Skala 22. Drobiazgowość
- Skala 23. Rozpamiętywanie
- Skala 24. Poczucie przeciążenia

## Metodologia prac nad stworzeniem kwestionariusza
Poszukiwania i selekcja zmiennych, z których powstał kwestionariusz, opierały się na procedurach empirycznych. Przeprowadzono analizę użyteczności 779 zmiennych (m.in. pochodzących ze skal różnych testów osobowości i temperamentu, np. 16PF, MMPI, PTS, TTS, IPIP, TCI), oceniając m.in. jasność, jednoznaczność i zrozumiałość sformułowań oraz wprowadzając odpowiednie zmiany, a następnie określono i porównano sposób odpowiadania przez osoby zdrowe i osoby podejmujące leczenie z powodu zaburzeń nerwicowych. Wyselekcjonowano 243 zmienne, najsilniej różnicujące chorych na zaburzenia nerwicowe i osoby zdrowe. W oparciu o nie, po drobnych korektach dokonanych w 2005 roku, powstało narzędzie nazwane Kwestionariuszem osobowości nerwicowej. Wyodrębnienie 24 skal kwestionariusza przeprowadzono na podstawie wyników analiz skupień zmiennych w populacjach pacjentów podejmujących leczenie z powodu zaburzeń nerwicowych i w grupach kontrolnych. 